# Троблє
Троблє (словен. Troblje) — поселення в общині Словень Градець, Регіон Корошка, Словенія. Висота над рівнем моря: 428,6 м.